# Comolia serpyllacea
Comolia serpyllacea är en tvåhjärtbladig växtart som beskrevs av John Julius Wurdack. Comolia serpyllacea ingår i släktet Comolia och familjen Melastomataceae. Inga underarter finns listade i Catalogue of Life.